# Jordan Sport Club
Le Jordan Club (en arabe : نادي الأردن) est l'un des plus anciens clubs de football jordanien à avoir remporté le titre du Championnat de Jordanie en 1946 pour l'unique fois de son histoire. Le club est l'un des fondateurs de la Ligue jordanienne en 1944.

## Palmarès
- Championnat de Jordanie (1)
  - Champion : 1946